# Mélynyomtatás
A mélynyomtatás olyan grafikai eljárás, amelynél a festék a nyomóforma mélyedéseiből kerül át a papírra. A mélynyomásra jellemző, hogy a papír felületén enyhén kidomborodva ül meg a festék, továbbá a fazetták (a nyomóforma ferdén megmunkált peremei) benyomódnak a papírba, ezzel a papíron egy plasztikus keretet képeznek.

## Története
A mélynyomtatás a XV. sz.-i aranyművesek és ötvösök ékszerdíszítésre használt technikájából alakult ki, ezért az első nyomatokat az ötvösműhelyekben dolgozó fémmetszők készítették.
A technika a XV. sz. közepén terjedt el. Itáliában és a mai Németország területén alakultak először rézmetsző műhelyek. A rézmetszést Andrea Mantegna (1431–1506) emelte művészi rangra. A német Albrecht Dürer (1471–1528) a fametszés mellett a művészi rézmetszésben a grafika történetének egyik legkiemelkedőbb művésze. Grafikái többnyire bibliai jelenetekhez készültek (Mária élete, Passió).

## Mélynyomású technikák csoportosítása
A megmunkálás módja szerint két csoportba sorolhatóak a mélynyomó eljárások:
- Mechanikus
- Maratott

A mechanikus eljárások többnyire fémmetszetek (rézmetszet, acélmetszet, hidegtű, borzolás (mezzotinto)). Ezeknél a technikáknál a lemezt metszőkésekkel vagy egyéb speciális eszközökkel munkáljuk meg.
A maratott eljárásokhoz tartoznak a rézkarcok, az aquatinta, a lágyalap, a repesztés, a krétamodorú karc és a lavírozott technikák is, valamint ezek kombinációja. Itt a rajz bemélyedését a metszés, kaparás vagy a vésés helyett különböző marófolyadékok használatával érjük el. 

## A dúc előkészítése
A dúcként szolgáló nyomtatólemezt először méretre szabjuk, majd fényesre polírozzuk, ezt követően a széleit lecsiszoljuk, sarkait lekerekírjük.
A maratott eljárások esetén, zsírtalanítás után, a lemezt egy saválló, de mégis megmunkálható védőréteggel, alapozással vonjuk be. A tradicionálisan erre a célra szolgáló anyagok mérgező, kőolajszármazékokat is tartalmaznak, amelyek hosszútávú és gyakori használata egészségkárosító hatású. 1990-es évek közepe óta vannak törekvések egészségesebb alternatívák kidolgozására, de ezek napjainkig sem terjedtek el széles körben.
A mechanikus eljárások esetén nincs szükség alapozásra.

## Nyomtatás
A dúcról úgy készülnek a levonatok, hogy a lemezt gumilap vagy bőrtampon segítségével bekenjük sűrű mélynyomófestékekkel, majd a felületéről vékony papírral, skiccpausszal letöröljük a fölösleges festéket. A sima felületről a festék könnyen lejön, míg a mélyedésekben megmarad.
A nyomtatáshoz acélhengeres mélynyomóprést használunk, és áztatott mélynyomópapírt, mely könnyebben kiszívja a mélyedésekben maradt festéket.

## Külső hivatkozások
1. ↑  „Grafika: A maratott mélynyomás egészségesebb alternatívái I. (Non-toxic Intaglio)”, Grafikus.eu (Hozzáférés: 2023. június 8.) (magyar nyelvű)